# Johann von Oppolzer
Johann Ritter von Oppolzer (født 4. august 1808 i Gratzen i Böhmen, død 16. april 1871 i Wien) var en østrigsk læge, far til Theodor von Oppolzer.
Von Oppolzer tog eksamen i 1835, var assistent ved Allgemeines Krankenhaus i Prag, hvor han i 1841 blev professor og overlæge. Han blev i 1848 ansat ved Jakobs Hospital i Leipzig med medicinsk klinik som fag, og forflyttedes i 1860 til Wien som overlæge ved Allgemeines Krankenhaus der. Han blev smittet med plettyfus på hospitalet og døde et par dage efter, at han havde stillet diagnosen på sig selv.
Von Oppolzer hører til Wien-skolens berømteste mænd, og anden medicinsk klinik i Wien, oprettet i 1849, blev det sted, fra hvilket kampen mod den forrige periodes nihilisme lededes, idet en målbevidst terapi fulgte en til det yderste nøjagtig diagnose. Han trådte derved noget i modsætning til tidens anden store Wien-kliniker, Škoda, for hvem de terapeutiske formål kun spillede en ringe rolle.
Von Oppolzer har kun skrevet meget lidt ud over enkelte kasuistiske afhandlinger, men han fik stor betydning ved at sætte hydroterapi, balneologi, elektroterapi og andre dengang nye behandlingsmåder i gang. Han var den første, der anvendte betegnelsen paratyphlitis for visse betændelsesagtige tilstande i højre side af underlivet. Von Oppolzers Vorlesungen über specielle Pathologie und Therapie blev udgivet af Emil Stoffella i 1872.